# Шорсткість поверхні

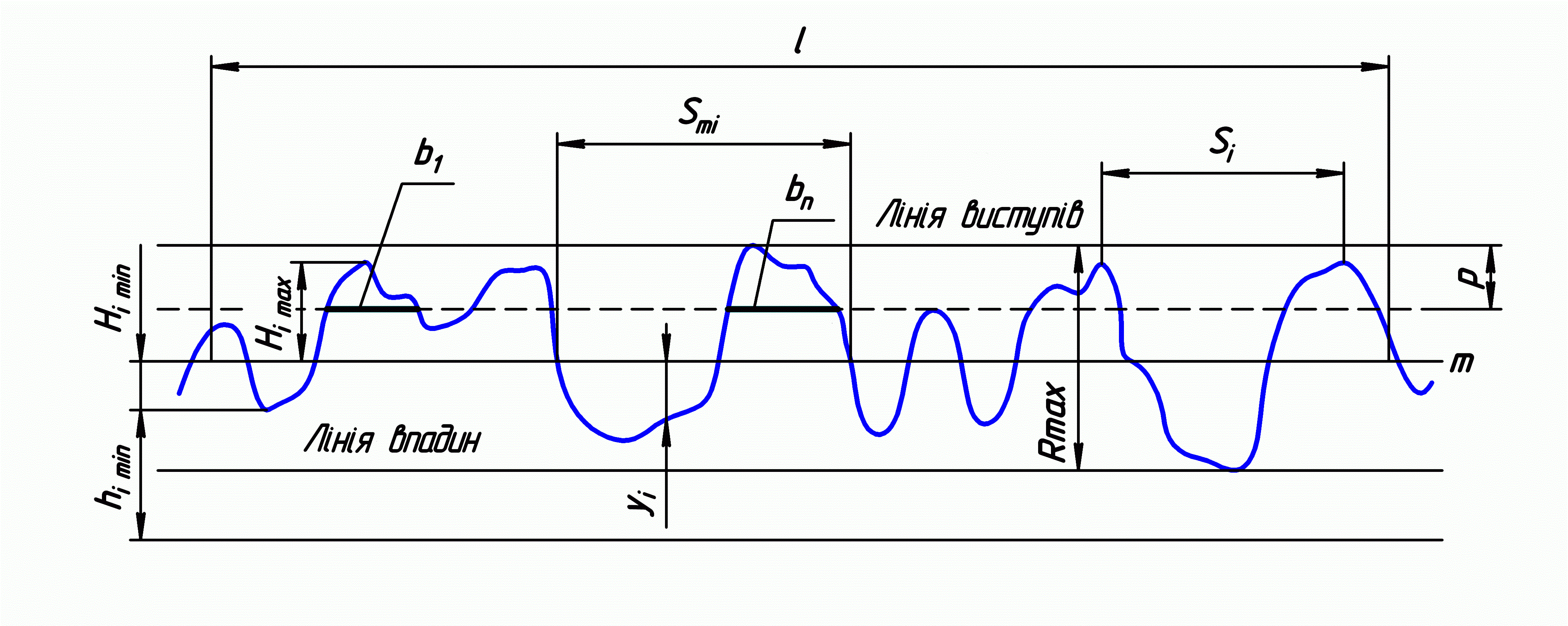
Нормальний профіль та параметри шорсткості

Шо́рсткість пове́рхні — характеристика нерівностей, виражена у числових величинах, що визначають ступінь їхнього відхилення на базовій довжині від теоретично гладких поверхонь заданої геометричної форми.
Шорсткість поверхні  — важливий показник у технічній характеристиці виробу та точності його виготовлення, що впливає на експлуатаційні властивості деталей і вузлів машин — стійкість до зносу поверхонь тертя, витривалість, корозійну стійкість, збереження натягу у пресових з'єднаннях тощо.

## Параметри шорсткості
Шорсткість належить до мікрогеометрії твердого тіла і визначає його найважливіші експлуатаційні властивості. Перш за все зносостійкість від стирання, міцність, щільність (герметичність) з'єднань, хімічна стійкість, зовнішній вигляд. Залежно від умов роботи поверхні призначається параметр шорсткості при проєктуванні деталей машин.
Державним стандартом ДСТУ ISO 4287:2012 визначено номенклатуру з 6 параметрів оцінки шорсткості поверхні, з яких для характеристики шорсткості вибирається один або декілька. Ці параметри такі:
Висотні:
- Ra — середнє арифметичне відхилення профілю (середнє арифметичне абсолютних значень відхилень профілю в межах базової довжини);
- Rz — висота нерівностей профілю по 10 точках (сума середніх абсолютних значень висот п'яти найбільших виступів і глибин п'яти найбільших впадин профілю в межах базової довжини);
- Rmax — найбільша висота профілю (відстань між лінією виступів профілю і лінією впадин профілю в межах базової довжини).

Крокові:
- S — середній крок місцевих виступів профілю (середнє арифметичне значення кроку нерівностей профілю по вершинах в межах базової довжини);
- Sm — середній крок нерівностей профілю по середній лінії (середнє арифметичне значення кроку нерівностей профілю в межах базової довжини).

Висотно-кроковий:
- tp — відносна опорна довжина профілю (відношення опорної довжини профілю до базової довжини, де p — значення рівня перерізу профілю).

Виступи шорсткості розподіляються на поверхні стінок рівномірно або нерівномірно, причому в загальному випадку вони можуть мати різну форму й розміри. В трубах промислового сортаменту через технологічну недосконалість їх виготовлення шорсткість розподілена нерівномірно. У випадку штучної шорсткості, як, напр., у дослідах І.Нікурадзе, шорсткість рівномірна за висотою.

## Залежність шорсткості поверхні від виду обробки
| Види обробки при формоутворенні | Ra, мкм                    | Rz, мкм                    | Базова довжина, мм |
| --- | -------------------------- | -------------------------- | ------------------ |
| Піскоструменева обробка, кування в штампах, відрізання, лиття в кокіль, лиття під тиском.                                                                                  | 80; 63; 50; 40             | 320; 250; 200; 160         | 8,0                |
| Кування в штампах, точіння чорнове, попереднє стругання, попереднє фрезерування, лиття в кокіль, лиття під тиском                                                          | 40; 32; 25; 20             | 160; 125; 100; 80          | 8,0                |
| Кування в штампах, свердління, чорнове зенкерування, чорнове та чистове точіння, стругання, лиття в кокіль та під тиском                                                   | 20; 16,0;12,5; 10,0        | 80; 63; 50; 40             | 8,0                |
| Свердління, чорнове та чистове зенкерування, чорнове та чистове точіння, стругання, вальцювання, лиття в кокіль та під тиском                                              | 10,0; 8,0; 6,3; 5,0        | 40; 32; 25; 20             | 2,5                |
| Протягування, чистове точіння, зенкерування, свердління, стругання, вальцювання, високоточне литво, попереднє шліфування                                                   | 5,0; 4,0; 3,2; 2,5         | 20; 16; 12,5; 10,0         | 2,5                |
| Чистове зенкерування, розвертування, протягування, чистове та тонке точіння, чистове стругання, попереднє та чистове шліфування, шабрування, вальцювання, прецизійне литво | 2,5; 2,0; 1,6; 1,25        | 10,0; 8,0; 6,3             | 0,8                |
| Чистове зенкерування, нормальне та точне розвертування, протягування, чистове та тонке точіння, тонке фрезерування, чистове шліфування, прецизійне литво                   | 1,25; 1,00; 0,80; 0,63     | 6,3; 5,0, 4,0; 3,2         | 0,8                |
| Точне та тонке розвертування, протягування, чистове та тонке точіння, хонінгування, шабрування, вальцювання, прецизійне литво                                              | 0,63; 0,50; 0,40; 0,32     | 3,2; 2,5; 2,0; 1,60        | 0,8                |
| Точне та тонке розвертування, протягування, тонке точіння, чистове та тонке шліфування, притирання, хонінгування, прецизійне литво пластмас                                | 0,32; 0,25; 0,20; 0,160    | 1,60; 1,25; 1,00; 0,80     | 0,25               |
| Тонке розвертування, тонке шліфування, притирання, хонінгування, прецизійне литво пластмас                                                                                 | 0,160; 0,125; 0,10; 0,080  | 0,80; 0,63; 0,50; 0,40     | 0,25               |
| Полірування, притирання, дзеркальне хонінгування, прецизійне литво пластмас                                                                                                | 0,080; 0,063; 0,050; 0,040 | 0,40; 0,32; 0,25; 0,20     | 0,25               |
| Полірування, тонке притирання, дзеркальне хонінгування, прецизійне литво пластмас                                                                                          | 0,040; 0,032; 0,025; 0,020 | 0,20; 0,16; 0,125; 0,100   | 0,25               |
| Полірування, тонке притирання | 0,020; 0,016; 0,012; 0,010 | 0,100; 0,080; 0,063; 0,050 | 0,08               |
| Полірування, тонке притирання | 0,012; 0,010; 0,008        | 0,050; 0,040; 0,032        | 0,08               |

Примітка. Жирним шрифтом виділені параметри шорсткості, яким надається перевага у використанні

## Вибір параметрів шорсткості
При виборі шорсткості поверхонь деталей треба знати їх функціональне призначення та конструктивні особливості. Наприклад, для поверхонь тертя відповідальних деталей установлюють допустимі значення Ra (або Rz), Rmax і tp, а також напрямок нерівностей. Для поверхонь циклічно навантажених деталей установлюють Rmax, Sm і S. Слід враховувати, що параметр Ra дає повнішу оцінку шорсткості, ніж Rz, тому що для його визначення вимірюють і сумують величини більшого числа точок дійсного профілю, тоді як при визначенні параметра Rz вимірюють тільки величину п'яти впадин і п'яти виступів. В окремих випадках встановлюють вимоги до напрямку нерівностей. При цьому слід враховувати, що найменший коефіцієнт тертя та знос деталей, що труться буде, якщо напрямок руху не збігається з напрямком нерівностей. Таке можна отримати при довільному напрямку нерівностей, що утворюються при хонінгуванні чи суперфінішуванні.

## Умовне позначення шорсткості за ГОСТ 2.309-73 (ISO 1302)

Структура умовного позначення шорсткості на креслениках

Приклади умовних позначень шорсткості на креслениках

Умовні позначення виду структури поверхні

Шорсткість поверхонь на креслениках деталі вказують для усіх поверхонь, що виконуються за цим креслеником, незалежно від методів їх утворення, крім поверхонь, шорсткість котрих не обумовлена вимогами конструкції. Структура позначення шорсткості поверхні наведена на рисунку.
Вид обробки поверхні вказують у позначенні шорсткості тільки у випадках, коли він є єдиним, для отримання потрібної якості поверхні.
У випадку, коли структуру (напрямок шорсткості) і спосіб обробки поверхні не вказують, знак шорсткості зображують без полиці.
Крім того, якщо знак шорсткості поміщають в правому верхньому куті кресленика (він стосується усіх поверхонь деталі), а якщо за ним у дужках вказано символ шорсткості, то цей параметр стосується решти поверхонь, шорсткість яких не вказана безпосередньо.
Значення параметрів шорсткості вказують на кресленнях за такими правилами (див. рис.):
- Ra вказується без символу, а інші параметри із символом;
- при вказанні діапазону параметрів записують межі у два рядки;
- при вказанні декількох параметрів шорсткості їх значення записують у стовпець, зверху вниз у такому порядку: Ra, Rz, Rmax, Sm, S, tp;
- якщо шорсткість нормується параметром Ra чи Rz з-поміж наведених вище у таблиці, то базову довжину в позначенні шорсткості не вказують.

Умовні позначення структури поверхні наведені на наступному рисунку. Умовні позначення напрямку нерівностей вказують на кресленику при необхідності.
Позначення шорсткості поверхонь на зображенні виробу розміщають на лініях контуру, виносних лініях (по можливості ближче до розмірної лінії) або на полицях ліній-виносок.
Допускається при недостачі місця розміщати позначення шорсткості на розмірних лініях або на їх продовженні, а також розривати виносну лінію.

## Вимоги до шорсткості залежно від функції поверхні
| Елемент деталі | Параметр шорсткості |
| --- | ------------------- |
| Неробочі контури деталей. Поверхні деталей, що встановлюються на бетонних, цегляних і дерев'яних основах. | Rz 320…160          |
| Наскрізні отвори для кріпильних деталей. Виточки, проточки. Отвори масляних каналів на приводних валах. Кромки деталі під зварні шви. Опорні поверхні пружин стиснення. Монтажні площини станин, корпусів, лап. | Rz 80               |
| Внутрішній діаметр шліцьових з'єднань (не шліфованих). Вільні (неспряжувані) торцеві поверхні вал, муфт, втулок. Поверхні головок болтів. | Rz 40               |
| Торцеві поверхні під підшипники кочення. Поверхні втулок, кілець, маточин, що прилягають до інших поверхонь, але не є посадочними. Неробочі торці валів, втулок, планок. Шийки валів 12-го квалітету діаметром 80-500 мм. Поверхні отворів 12-го квалітету діаметром 18-500 мм і 11-го квалітету. | Rz 20               |
| Неробочі торцеві поверхні зубчастих та черв'ячних коліс і зірочок. Рівці, фаски, виточки, зенковки, заокруглення тощо Болти і гайки нормальної і підвищеної точності (крім різі). | Rz 10…40            |
| Кульові поверхні ніпельних з'єднань. Рівці під ущільнюючі гумові кільця для рухомих і нерухомих торцевих з'єднань. Радіуси закруглень на силових валах. Поверхні осей для ексцентриків. Опорні площини рейок. Поверхні виступаючих частин деталей, що швидко обертаються. Поверхні напрямних типу «ластівчин хвіст». Опорні площини рейок. Шийки валів 9-го квалітету діаметром 80—500 мм, 11-го квалітету діаметром 3—30 мм. Поверхні отворів 7-го квалітету діаметром 180–500 мм, 9-го квалітету діаметром 18—360 мм, 11-го квалітету діаметром 1—10 мм | Ra 2,5              |
| Зовнішні діаметри шліцьового з'єднання. Отвори підгінних і регульованих з'єднань (вкладиші підшипників тощо) з допуском зазору — натягу 25-40 мкм. Гідроциліндри, що працюють з гумовими манжетами. Отвори підшипників ковзання. Тертьові поверхні малонавантажених деталей. Робочі поверхні дисків тертя. Шийки валів 6-го квалітету діаметром 120–500 мм, 8-го квалітету діаметром 6-80 мм. Поверхні отворів 6-го квалітету діаметром 50-500 мм, 7-го квалітету діаметром 10-180 мм, 9-го квалітету — 1-18 мм | Ra 1,25             |
| Поверхні дзеркал циліндрів, які працюють з гумовими манжетами. Торцеві поверхні поршневих кілець при діаметрі не менше 240 мм. Вали що підганяються і регульованих з'єднаннях з допуском зазору — натягу 7-25 мкм. Тертьові поверхні навантажених деталей. Посадочні поверхні 7-го квалітету з тривалим збереженням заданої посадки: осі ексцентриків, точні черв'яки, зубчасті колеса. Спряжені поверхні бронзових зубчастих коліс. Робочі шийки розподільних валів. Штоки і шийки валів в ущільненнях. Шийки валів 5-го квалітету діаметром 30-500 мм, 6-го квалітету діаметром 10-120 мм. Поверхні отворів 6-го квалітету діаметром 3-50 мм, 6-го квалітету діаметром 1-10 мм | Ra 0,63             |
| Шийки валів 5-го квалітету діаметром понад 1 до 30 мм, 6-го квалітету діаметром понад 1 до 10 мм. Вали в "регульованих з'єднаннях (шийки шпинделів, золотники) з допусками зазору — натягу 16-25 мкм. Отвори регульованих з'єднань (вкладиші підшипників) з допуском зазору — натягу 4-7 мкм. Тертьові елементи навантажених деталей. Гідроциліндри, що працюють з поршневими кільцями | Ra 0,32             |
| Поверхні деталей, що працюють на тертя, від зносу яких залежить точність роботи механізму | Ra 0,160            |
| Робочі шийки валів прецизійних швидкохідних верстатів і механізмів. Шийки валів що підганяються і регульованих з'єднаннях з допуском зазору — натягу 2,5-6,5 мкм. Поверхні отворів що підганяються і регульованих з'єднань з допуском зазору — натягу до 2,5 мкм | Ra 0,080            |
| Дзеркальні валики координатно-розточувальних верстатів та ін. | Ra 0,040            |

## Нормативні документи
- ГОСТ 2789-73 Шероховатость поверхности. Параметры и характеристики. (скасовано в Україні з 01.01.2019)
- ГОСТ 2.309-73 ЕСКД. Обозначения шероховатости поверхностей. (скасовано в Україні з 01.01.2020)
- ДСТУ ISO 4287:2012 Технічні вимоги до геометрії виробів (GPS). Структура поверхні. Профільний метод. Терміни, визначення понять і параметри структури (ISO 4287:1997, IDT + ISO 4287:1997/Сог 1:1998, IDT + ISO 4287:1997/Cor 2:2005, IDT).
- ДСТУ ISO 4288-2001 Технічні вимоги до геометрії виробів (GPS). Структура поверхні. Профільний метод. Правила і процедури оцінення структури (ISO 4288:1996, IDT).
- ДСТУ EN ISO 1302:2018 Технічні вимоги до геометричних характеристик продукції (GPS). Познака зовнішньої текстури в технічній документації на продукцію (EN ISO 1302:2002, IDT; ISO 1302:2002, IDT).
- ISO 468:1982 Surface roughness — Parameters, their values and general rules for specifying requirements.
- ISO 4288:1996 Geometrical Product Specifications (GPS) — Surface texture: Profile method — Rules and procedures for the assessment of surface texture.
- ISO 1302:2002 Geometrical Product Specifications (GPS) — Indication of surface texture in technical product documentation